# Guarani (Salvador)
Guarani é um bairro de Salvador. Pouco conhecido dos habitantes da cidade, o bairro surgiu na década de 50, como sendo o último espaço da Liberdade a ser ocupado. Acredita-se que seu nome foi escolhido para exaltar a cultura indígena, embora sem registros históricos que comprovem a intenção da homenagem.
A partir da década de 60, com a maioria das casas construídas, o bairro começou a ser habitado.